# Central do Brasil
Pour plus de détails, voir Fiche technique et Distribution.
Central do Brasil est un film franco-brésilien réalisé par Walter Salles sorti en 1998.
Avec ce film, ce réalisateur issu du cinéma publicitaire et du cinéma documentaire a obtenu l'Ours d'or de la Berlinale à Berlin et son interprète principale Fernanda Montenegro le prix de la meilleure actrice.
En novembre 2015, le film est inclus dans la liste établie par l'Association brésilienne des critiques de cinéma (Abraccine) des 100 meilleurs films brésiliens de tous les temps.

## Synopsis
Dora est une enseignante à la retraite devenue précaire et aigrie. Elle travaille à la gare centrale de Rio de Janeiro, écrivant des lettres pour des clients analphabètes afin de joindre les deux bouts. Elle peut être impatiente avec ses clients et les malmener, et souvent ne poste pas les lettres qu’elle écrit, les mettant dans un tiroir voire les déchirant. 
Josué est un garçon pauvre de 9 ans qui n’a jamais rencontré son père mais espère le faire un jour. Sa mère envoie des lettres sans réponse à son père par l’intermédiaire de Dora, y écrivant qu’elle espère le revoir bientôt. Quand elle est renversée et tuée dans un accident de bus, le garçon est laissé à la rue. Dora le recueille et le vend d’abord à un couple corrompu, mais sa voisine et amie Irene la fait se sentir coupable et elle décide alors de retourner chercher Josué.
Dora est d’abord réticente à l’idée d’être responsable du jeune garçon, mais décide ensuite de voyager jusqu’au Nordeste afin de trouver la maison de son père et de le laisser là-bas.
Dora essaye de laisser Josué dans le bus, mais il la suit en oubliant son sac à dos contenant tout l’argent de Dora. Sans-le-sous, ils sont pris par un aimable camionneur évangéliste qui les abandonne quand Dora l’incite à boire de la bière et devient ensuite trop amicale. Dora échange sa montre contre un aller simple pour Bom Jesus do Norte. Ils trouvent l’adresse de son père à Bom Jesus, mais les résidents actuels disent que Jesus a gagné une maison à la loterie et habite maintenant dans les nouvelles résidences, ajoutant qu’il a perdu la maison et l’argent à cause de l’alcool. Sans argent, Josué sauve Dora et lui-même du dénuement en suggérant que Dora écrive des lettres pour les pèlerins qui sont arrivés à Bom Jesus pour un grand pèlerinage. Cette fois-ci, elle poste les lettres.
Ils prennent le bus pour les nouvelles résidences, mais quand ils localisent l’adresse qu’ils ont pour le père de Josué, les nouveaux résidents leur disent qu’il n’habite plus là et a disparu. Josué dit à Dora qu’il va attendre son père, mais Dora l’invite à vivre avec elle. Elle appelle Irene à Rio de Janeiro et lui demande de vendre son réfrigérateur, son sofa et sa télévision. Elle dit qu’elle appellera quand elle sera installée quelque part. Après avoir raccroché, elle apprend qu’il n’y a pas de bus avant le lendemain matin.
Isaías, un des demi-frères de Josué, travaille sur un toit près de l’arrêt de bus et apprend que Dora et Josué cherchent son père. Après s’être présenté, Dora dit qu’elle est une amie de son père et était dans la région. Isaías insiste pour qu’elle et Josué, qui, méfiant à l’égard de l’étranger, s’est présenté comme Geraldo, viennent pour diner. Ils retournent chez lui, où ils rencontrent Moisés, l’autre demi-frère de Josué. Plus tard, Isaías explique à Dora que leur père a épousé Ana, qu’il ne sait pas être la mère de Josué, après la mort de leur propre mère, et qu’il y a neuf ans, Ana, alors enceinte, a quitté son amant alcoolique pour Rio et n’est jamais revenue. Isaías demande à Dora de lire une lettre que son père a écrite pour Ana quand il a disparu, au cas où elle revienne. Dans la lettre, le père des garçons explique qu’il est allé à Rio pour trouver Ana et le fils qu’il n’a jamais rencontré. Il promet de revenir, lui demande de l’attendre et dit qu’ils peuvent être tous ensemble – lui, Ana, Isaías, Moisés. À cet instant, Dora s’arrête, regarde Josué et dit : « … et Josué, que j’ai hâte de rencontrer. » Isaías et Josué disent tous deux qu’il reviendra, mais Moisés ne le pense pas. Le lendemain matin, alors que les garçons sont endormis, Dora sort en cachette pour prendre le bus pour Rio. D’abord, elle laisse à côté de la lettre de Jesus, celle d’Ana à Jesus, celle que Dora a portée depuis la gare centrale mais n’a jamais postée, exprimant le souhait d’Ana que la famille soit réunie. Josué se réveille trop tard pour empêcher le départ de Dora. Celle-ci écrit une lettre à Josué dans le bus. Tous deux regardent les photos qu’ils avaient prises en souvenir l’un de l’autre.

## Fiche technique
- Titre : Central do Brasil
- Réalisation : Walter Salles
- Scénario : Marcos Bernstein, João Emanuel Carneiro
- Musique : Jaques Morelenbaum, Antonio Pinto, éditions Milan Music (Sony Classics)
- Photographie : Walter Carvalho
- Société de production : VideoFilmes
- Pays d'origine :  Brésil -  France
- Langues originales : portugais et allemand
- Format : couleurs - Cinémascope - 35 mm - 2,35:1 - son Dolby numérique
- Genre : comédie dramatique
- Durée : 113 minutes
- Date de sortie : 2 décembre 1998
- Tout public

## Distribution
- Fernanda Montenegro : Isadora dite Dora, une ancienne institutrice devenue écrivain public
- Vinícius de Oliveira : Josué Fontenele de Paiva, un petit garçon dont la mère est tuée par un bus sous ses yeux
- Marília Pêra (VF : Frédérique Cantrel) : Irene, l'amie et voisine de Dora
- Sola Lira : Ana Fontenele, la mère de Josué
- Othon Bastos (VF : Michel Voletti) : Cezar
- Otávio Augusto : Pedrão
- Steila Freitas : Yolanda
- Matheus Nachtergaele : Isaías
- Caio Junqueira : Moisés
- Socorro Nobre : une cliente de Dora à Rio
- Gideon Rosa (VF : Dominik Bernard) : Jessé, le père de famille de Bom Jesus
- Maria Menezes : la serveuse
- Rita Assemany : Maria, la femme de Jessé
- Marcelo Carneiro : le voleur
- Preto de Linha : le cireur

## Production
Le tournage est notamment réalisé dans la bourgade de Cruzeiro do Nordeste.

## Central do Brasildans l'œuvre de Walter Salles
Né en 1956, Walter Salles est l'une des figures majeures du renouveau d'un cinéma brésilien qui avait quasiment disparu pendant près d'une dizaine d'années, après la flamboyante génération du Cinéma Novo des années 1960 (Glauber Rocha, Carlos Diegues…).
Après Exposure (1991) il réalise avec Daniela Thomas Terre lointaine qui obtient le prix du meilleur film de l'année 1996 au Brésil. Avec une image noir et blanc, il y raconte l'histoire d'un jeune Brésilien de São Paulo, Paco, dont la mère vient de mourir, et qui décide d'aller à la découverte de Lisbonne que sa mère considérait comme une « terre promise ». Là, il rencontre une serveuse brésilienne, Alex, avec laquelle il tentera d'échapper à une organisation mafieuse spécialisée dans le trafic de drogue et d'objets précieux.
Mais c'est surtout l'écriture noire et poétique de ce film qui a fait connaître l'originalité d'un auteur qui s'affirme dans Central do Brasil. L'année précédente, il avait réalisé pour Arte un épisode de la série L'An 2000 vu par… Walter Salles.

## Distinctions
- Festival Sundance 1998 : Prix « Cinema 100 » -
- Berlinale 1998 : Ours d'or, Ours d'argent de la meilleure actrice pour Fernanda Montenegro, Prix du jury œcuménique
- Festival de San Sebastian 1998 : Prix du public et Prix de la jeunesse
- Festival Manaki Brothers 1998 : Caméra d'or
- Eurasia Film Festival 1998 : Prix Spécial, donné par l'Union des Cinéastes Eurasiatiques grâce à la contribution de Central do Brasil à la renaissance du cinéma humaniste
- Festival International de Cinéma de Sarlat 1998 : Prix du public
- Festival international de cinéma de Fort Lauderdale 1998 : Prix de la critique de la meilleure actrice pour Fernanda Montenegro
- Festival International de l'Art Cinématographique (Camerimage) 1998 : Golden Frog
- National Board of Review Awards 1998 : Prix du meilleur film étranger
- Prix de la Fondation Gan 1998
- Festival International de Cinéma de La Havane 1998 : Prix spécial du jury (meilleur film) et meilleur jeune acteur (Vinícius de Oliveira)
- Los Angeles Film Critics Awards 1998 : Meilleure actrice de l'année (Fernanda Montenegro)
- Marguerite d'argent 1998 : Meilleur Film National
- Prix du ministère de la Culture brésilien 1998
- Festival des frères Manaki 1998 : Golden Camera 300
- Globe d'or 1999 : meilleur film étranger
- Satellite d'or 1999 (Académie internationale de presse)